# آنکنن هاوتفلدت
آنکنن هاوتفلدت (انگلیسی: Anniken Huitfeldt؛ زادهٔ ۲۹ نوامبر ۱۹۶۹) سیاستمدار، و تاریخ‌نگار اهل نروژ است.